# Pseudeurostus submetallicus
Pseudeurostus submetallicus là một loài bọ cánh cứng trong họ Ptinidae. Loài này được Fairmaire miêu tả khoa học năm 1862.